# Кривошеино (Рузский городской округ)
Кривошеино — деревня в Рузском районе Московской области, входящая в сельское поселение Колюбакинское.
Деревня расположена на востоке района, примерно в 17 километрах восточнее Рузы, высота центра над уровнем моря 208 м. Ближайшие населённые пункты в 1 км — Заовражье на юг и Апальщино — на восток.

## Население
| 2002 | 2006 | 2010 |
| ---- | ---- | ---- |
| 17   | ↗18  | ↘9   |

## История
В 1994—1996 годах Кривошеино входило в состав Новогорбовского сельского округа, а в 1996—2006 — в состав Барынинского сельского округа